# Équipe cycliste Motiv3
L'équipe cycliste Motiv3 est une équipe cycliste norvégienne créé en 2012 et ayant le statut d'équipe continentale de sa création jusqu'à sa perte le 31 juillet 2014, elle est ensuite une équipe de club jusqu'à sa disparition à la fin de la saison. Elle porte le nom d'OneCo-Mesterhus en 2012 et d'OneCo-Trek et d'OneCo en 2013.

## Histoire de l'équipe
L'équipe est créée comme équipe continentale pour la saison 2012, année pendant laquelle l'équipe remporte la seule victoire de son existence le 4 juillet au prologue du Sibiu Cycling Tour grâce à Jon Einar Bergsland. Elle se nomme OneCo-Mesterhus.
En 2013, l'équipe prend le nom d'OneCo-Trek en janvier et février puis d'OneCo le reste de l'année.
En 2014, elle change de nom et devient Motiv3. Elle perd ensuite son statut d'équipe continentale le 31 juillet et devient alors une équipe de club. Elle disparaît à la fin de la saison.

## Effectif

### 2012
| Effectif 2012                  | Effectif 2012     | Effectif 2012 | Effectif 2012              |
| Cycliste                       | Date de naissance | Pays          | Équipe précédente          |
| ------------------------------ | ----------------- | ------------- | -------------------------- |
| Jon Einar Bergsland            | 24 août 1981      | Norvège       | Grenland Sykleklubb (2011) |
| Magnus Børresen                | 18 septembre 1988 | Norvège       | IF Frøy (2011)             |
| Linus Dahlberg                 | 10 octobre 1987   | Suède         |                            |
| Kristian Forbord               | 30 juin 1988      | Norvège       |                            |
| Krister Hagen (4 avr.–31 déc.) | 12 janvier 1989   | Norvège       |                            |
| Christian Hannestad            | 2 mars 1992       | Norvège       |                            |
| Ola Haug                       | 25 septembre 1991 | Norvège       |                            |
| Phan Åge Haugård               | 13 mai 1992       | Norvège       |                            |
| Sondre Moen Hurum              | 2 décembre 1988   | Norvège       |                            |
| Andreas Landa                  | 24 avril 1988     | Norvège       | IF Frøy (2011)             |
| Vegard Nyhus                   | 5 mai 1988        | Norvège       |                            |
| Elias Angell Spikseth          | 13 juillet 1990   | Norvège       | Grenland Sykleklubb (2011) |
| Martin Stendahl                | 27 janvier 1991   | Norvège       |                            |
|                                |                   |               |                            |
| Source : ProCyclingStats       |                   |               |                            |

### 2013
| Effectif 2013                      | Effectif 2013     | Effectif 2013 | Effectif 2013              |
| Cycliste                           | Date de naissance | Pays          | Équipe précédente          |
| ---------------------------------- | ----------------- | ------------- | -------------------------- |
| Niklas Åkvik                       | 31 mars 1989      | Norvège       |                            |
| Jon Einar Bergsland                | 24 août 1981      | Norvège       | Grenland Sykleklubb (2011) |
| Magnus Børresen                    | 18 septembre 1988 | Norvège       | IF Frøy (2011)             |
| Marius Ness Haave (1 août–31 déc.) | 18 février 1986   | Norvège       |                            |
| Krister Hagen                      | 12 janvier 1989   | Norvège       |                            |
| Christian Hannestad                | 2 mars 1992       | Norvège       |                            |
| Phan Åge Haugård                   | 13 mai 1992       | Norvège       |                            |
| Sondre Moen Hurum                  | 2 décembre 1988   | Norvège       |                            |
| Øystein Stake Laengen              | 7 février 1989    | Norvège       | Plussbank-BMC (2012)       |
| Andreas Landa                      | 24 avril 1988     | Norvège       | IF Frøy (2011)             |
| Kristian Forbord (1 janv.–1 août)  | 30 juin 1988      | Norvège       |                            |
|                                    |                   |               |                            |
| Source : ProCyclingStats           |                   |               |                            |

note: Niklas Åkvik

### 2014
| Effectif 2014                              | Effectif 2014     | Effectif 2014 | Effectif 2014                   |
| Cycliste                                   | Date de naissance | Pays          | Équipe précédente               |
| ------------------------------------------ | ----------------- | ------------- | ------------------------------- |
| Niklas Åkvik                               | 31 mars 1989      | Norvège       | Plussbank-BMC (2012)            |
| Sivert Fandrem                             | 10 mars 1994      | Norvège       |                                 |
| Audun Fløtten                              | 20 août 1990      | Norvège       | Joker Merida (2013)             |
| Sverre Skogan Fredriksen                   | 18 décembre 1995  | Norvège       |                                 |
| Marius Ness Haave                          | 18 février 1986   | Norvège       |                                 |
| Anders Lie Håkenrud                        | 6 février 1994    | Norvège       |                                 |
| Sondre Moen Hurum                          | 2 décembre 1988   | Norvège       |                                 |
| Christer Jensen (1 janv.–31 juill.)        | 19 février 1990   | Norvège       | Joker Merida (2013)             |
| Njål Kleiven                               | 1 mai 1994        | Norvège       |                                 |
| Anders Kristoffersen                       | 27 mars 1993      | Norvège       |                                 |
| Øystein Stake Laengen                      | 7 février 1989    | Norvège       | Plussbank-BMC (2012)            |
| Åsmund Løvik                               | 1 mai 1989        | Norvège       | Trondhjems Velocipedklub (2013) |
| Frans-Leonard Markaskard (1 janv.–10 avr.) | 27 octobre 1990   | Norvège       | Øster Hus-Ridley (2013)         |
| Nikolai Tefre (1 janv.–31 juill.)          | 12 octobre 1994   | Norvège       |                                 |
| Vegard Nyhus                               | 5 mai 1988        | Norvège       |                                 |
| Jonas Abrahamsen (1 janv.–17 juin, note)   | 20 septembre 1995 | Norvège       | Grenland Sykleklubb (2013)      |
|                                            |                   |               |                                 |
| Source : ProCyclingStats                   |                   |               |                                 |

note: Jonas Abrahamsen, changement d'équipe